# Futó Zoltán
Futó Zoltán (Hódmezővásárhely, 1863. május 15. – Szentes, 1921. november 8. ) szentesi református lelkipásztor, teológus, a város református hitéletének kiemelkedő alakja.

## Életpályája
Futó Zoltán hódmezővásárhelyi családban született, édesapja a mezőváros református gimnáziumának igazgatója volt. Alap- és középfokú iskoláit Vásárhelyen végezte, 1880-ban dicsérettel tette le az érettségi vizsgát. A Debreceni Református Főiskolán kezdett teológiai tanulmányokba, első lelkészi vizsgája után Bázelben és Berlinben szerzett külföldi tapasztalatokat. 1887 és '91 között Nádudvaron, 1898 októberéig Temesváron szolgált segédlelkészként. 1898 augusztusában Szentes város református presbitériuma igen kiélezett, a város református közéletét felforgató választási küzdelem után lelkésszé választotta. Futó Zoltán nagy lendülettel vetette bele magát a szentesi református hitélet megújításába. 1900 novemberében kezdeményezte a Szentesi Református Társaskör megalapítását, amelynek szecessziós stílusú épülete 1906-ra készült el. 1909-ben kezdeményezte a felsőpárti templom régóta húzódó felépítését. A templom Futó fellépése után öt évvel, 1914-ben készült el. 1912-ben választották a békés-bánáti egyházmegye esperesévé. Többször publikált hitéleti tematikájú cikkeket a korszak református sajtójában.
Hitéleti tevékenysége mellett részt vett a közéletben is, a városi és a megyei közgyűlés tagja volt. Az 1905-ös alkotmányválság idején az ellenzéki nemzeti ellenállás idején a Csongrád megyei alkotmányvédő csoport egyik vezéralakja volt.
A köztiszteletben álló egyházfi korán bekövetkezett halálát a város reformátusai mellett a katolikusok is részvéttel fogadták.

## Emlékezete
- Szentesi lelkészi működésének 10. évfordulóján – 1908. október 18-án – a Református Körben leleplezték életnagyságú portréját, Joó Béla helyi festőművész alkotását.
- Síremléke[6] Szentesen, a Református középtemetőben[7] található.
- A halálát követő évben - 1922. április 20-án - a gyomai református templomban Harsányi Pál békés-bánáti református esperes Futó Zoltán emlékezete című székfoglalójában[8] méltatta munkásságát.
- A város egy 1932-ben megnyitott új utcája a mai napig Futó Zoltán nevét viseli.[9]